# Unafraid
Unafraid var et dansk band, der blev formet i 1995. Igennem ca. 10 år var Unafraid med til at definere den moderne kristne musikscene i Danmark indtil det gik i opløsning.

## Biografi
Unafraid blev samlet på Det Kristne Gymnasium i 1995. I 1998 flyttede alle medlemmer af bandet til Aarhus, hvor de fik lov til at øve og spille i Christianskirkens krypt (menighedslokaler). Igennem den næste årrække kom de til at spille en række koncerter i Danmark og også i Norge, Tyskland og Slovakiet

## Temaer
To Whom It May Concern er et tematisk album, hvor albummets hovedperson gennemgår en række trosmæssige konflikter. For til sidst at acceptere håbet om et bedre sted. Albummet arbejder også tematisk på det rent musikalske plan. De fleste af de musikalske hovedtemaer bliver præsenteret i albummets første nummer.

## Diskografi
- Till the end of time (1999)
- To Whom It May Concern (2001)
  - Is there a listener present?
  - Alter Call I
  - Leave me behind
  - Show me
  - Easy
  - Abide
  - Pray for me
  - What´s to come
  - 23:43
  - Blessing
  - She
  - Alter Call II
  - Yes
  - Inscripstions

## Medlemmer
- Martin Petersen – Sang
- Claus Hummelmose – Guitar
- Johannes N. Ernstsen – Piano, Akustisk guitar
- Poul Nyborg – Bas, Sang
- Peter Høst – Trommer, Percussion.

Nogle af medlemmerne er begyndt på helt andre ting, f.eks er Poul Nyborg blevet præst i Århus Valgmenighed og Peter Høst er lærer på Jakobskolen. Johannes Ernstsen underviser i musik på Dronninglund Gymnasium. Claus Hummelmose er vendt tilbage til Det Kristne Gymnasium hvor han underviser i samfundsfag og musik.